# Joël Desmarais
Joël Desmarais est un auteur-compositeur-interprète québécois, actif depuis la fin des années 2010. Son univers artistique mêle rock garage, folk et humour noir, avec des textes francophones aux thèmes souvent crus, introspectifs ou déroutants. Il est également créateur de contenu sur YouTube et animateur de balados. 

## Biographie
Joël Desmarais est un auteur-compositeur-interprète originaire de L'Assomption. Après ses études en basse électrique jazz-pop au Cégep de Joliette, il joue dans les bars pendant quelques années avec plusieurs formations différentes. Il a été bassiste pour le groupe Tabarnac, un hommage à Offenbach qui a notamment fait des spectacles avec Pat Martel et Michel Lamothe, ex-membres du groupe de Gerry Boulet.
Il interprète également Jim Morrison dans le groupe The Soft Parade, un hommage au groupe The Doors qui a fait le tour du Québec et rempli le Club Soda à plusieurs reprises. On a pu le voir aussi sur scène avec le comédien Sylvain Marcel et son band familial, Sylvain et ses Marcel.
À partir de 2009, Joël commence à composer ses propres chansons. Inspiré par la musique américaine et les icônes folk des années 1970, il écrit tout d’abord en anglais pendant quelques années, puis, en 2012, il explore finalement l’écriture en français. Avec le mélange de ses influences et son honnêteté surprenante, il trouve finalement sa voix et un style propre à lui avec des textes bien ancrés dans une esthétique brute et poétique.
Depuis 2013, il a fait plusieurs spectacles solos en français, principalement en région, où il représente avec fierté la scène locale. Il performe à la Journée Folk de Joliette pendant quatre années consécutiveset participe également à l’enregistrement de la compilation Joliette Chante Montréal, un disque qui regroupe une panoplie d’artistes lanaudois reprenant des chansons qui ont marqué la scène underground du Québec.
En octobre 2017, le premier album de Joël Desmarais, intitulé Pogné dans l'déluge, est lancé. Produit de façon complètement indépendante, l'album est un incroyable amalgame de rock, de folk et de musique progressive sur des textes originaux et entièrement francophones. L'esprit seventies, tant chéri par l'artiste, est renforcé par la solidité de ses musiciens accompagnateurs. En 2018, lui et son groupe accèdent aux demi-finales de la 25e édition de Ma Première Place des Art,.
En 2025, Joël Desmarais lance Le Risque de Récidive, un album autoproduit après plus d’un an de travail en solitaire. Initialement conçu comme une série de maquettes destinées à un enregistrement en studio, le projet prend une direction DIY en raison de contraintes de temps, de budget et d’indépendance artistique. L’album mêle rock garage lo-fi et chansons folk plus introspectives, illustrant une quête de dépassement personnel et une volonté d’explorer les limites de ses capacités techniques. Malgré les difficultés liées à l’autoproduction, l’album témoigne d’un apprentissage approfondi du mixage, de l’interprétation et de la réalisation musicale. Il aborde des thèmes comme l’identité artistique, l’authenticité et le besoin constant de création.

## Projets parallèles
En parallèle de sa carrière musicale, Joël Desmarais développe depuis 2020 une activité prolifique de création de contenu en ligne. Il lance plusieurs projets de baladodiffusion, dont Le Balado des Caisses de 24, une série d’analyses des albums de Plume Latraverse coanimée avec son père.
En 2022, il conçoit Don't Be Denied (Une histoire de Neil Young), un documentaire audio en plusieurs parties retraçant le parcours du musicien canadien. Narré avec passion, humour et réflexions personnelles, le projet s’inscrit à la croisée du journalisme musical et de l’essai biographique.
Sur sa chaîne YouTube, Joël publie plusieurs séries de vidéos critiques et humoristiques, où il aborde des sujets variés comme le cinéma, les dessins animés et les jeux vidéo rétro, toujours avec un ton irrévérencieux et un style d’écriture libre.

## Henri Pis Sa Gang
Depuis 2013, Joël et ses amis s’impliquent activement dans la préservation et la valorisation de la série Henri Pis Sa Gang, un trésor du doublage québécois. En effet, plusieurs épisodes de la version française étaient introuvables, notamment parce qu’ils n’ont jamais été commercialisés en DVD. Avec l’aide de collaborateurs de partout au Québec, ils ont aujourd’hui retracé la quasi-totalité de ces épisodes.
Bien que la série se soit arrêtée après sept saisons au Québec, elle a continué jusqu’à la saison 13 aux États-Unis, laissant un grand nombre d’épisodes non traduits. Pour prolonger le plaisir, Joël et son équipe ont lancé un projet de doublage amateur (fan dub) de ces saisons inédites, débutant avec la saison 8. Bien qu’ils ne soient pas des professionnels du doublage, ils investissent beaucoup de travail et de passion dans ce projet, qui se veut un hommage au doublage original.
Par ailleurs, Joël anime avec son meilleur ami, David Caron, le tout premier balado entièrement consacré à Henri Pis Sa Gang. Henri Pis Sa Gang (Le Podcast) propose une rétrospective des épisodes disponibles, ainsi que des discussions détaillées et souvent humoristiques autour de la série.

## Discographie

### Pogné dans l’déluge(2017)
1. Le radeau
2. T'es belle mais blasée
3. Le jour où on va être ben
4. Longtemps
5. Rouge-gris
6. J'haïs Montréal
7. Des avions, des trains, des chars
8. Comme un martyr
9. La ballade de Gilles Ouellet
10. Vélo
11. Pogné dans l’déluge
12. Pense à moé
13. U.F.O.

### Rawdon(2020)
1. Hollywood
2. Trop d'bonne heure pour les questions
3. Pris à la gorge
4. Kid Kodiak
5. Trembler
6. Poteau
7. On s'est jamais revu
8. Claude Dubois
9. Rawdon
10. Fausse Nostalgie
11. Jai pu mon char
12. Pas prêt pour l'hiver
13. Le passager

### Le Risque de Récidive(2025)
1. En attendant qu'ça rouille
2. Gig brune
3. L'indifférence
4. Le spectateur
5. Jalousie de course
6. La maison forte
7. Chambre 306
8. Paratonnerre
9. Le p'tit enfant qui parle bizarre
10. Reste là, mon gars